# نگران نباش (ترانه مدرن تاکینگ)
«نگران نباش» (به انگلیسی: Don't Worry) تک‌آهنگی از مدرن تاکینگ است که در سال ۱۹۸۷ میلادی منتشر شد.